# Физалакриевые
Физалакриевые (лат. Physalacriaceae) — семейство грибов порядка Агариковые (Agaricales). Представители семейства произрастают на всех континентах, кроме Антарктиды, и во всех климатических зонах. Семейство представлено 23 родами.

## Морфология
Плодовые тела большинства видов семейства шляпконожечные, гифальная система плодовых тел мономитическая, то есть состоит только из генеративных гиф — тонкостенных или со слабо утолщёнными стенками, содержащих живой протопласт, активно растущих и способных к анастомозированию и образованию базидий. Базидии имеют булавовидную форму с количеством стеригм от двух до четырёх. Базидиоспоры обычно имеют эллипсоидную, цилиндрическую или каплевидную форму, бесцветны, тонкостенны и не реагируют на реагент Мельцера.

## Систематика
Семейство было введено английским микологом Эдредом Корнером в 1970 году. В 2002 году, в результате молекулярных исследований была установлена принадлежность семейства к подпорядку агариковых, а позже была установлена принадлежность к семейству родов грибов Armillaria, Flammulina и Xerula, относившихся ранее к другим семействам.
|  |               |  |               |                     |                                      |  | ещё 14 классов в 3 подотделах | ещё 14 классов в 3 подотделах |                         |  |         |  | ещё 31 семейство | ещё 31 семейство |  |
|  |               |  |               |                     |                                      |  | ещё 14 классов в 3 подотделах | ещё 14 классов в 3 подотделах |                         |  |         |  | ещё 31 семейство | ещё 31 семейство |  |
|  |               |  |               | отдел Базидиомикота |                                      |  |                               |                               | порядок Агариковые      |  |         |  |                  |                  |  |
|  |               |  |               | отдел Базидиомикота |                                      |  |                               |                               | порядок Агариковые      |  | 23 рода |  |                  |                  |  |
|  | царство Грибы |  |               |                     | класс Агарикомицеты (Agaricomycetes) |  |                               |                               | семейство Физалакриевые |  |         |  |                  |                  |  |
|  | царство Грибы |  |               |                     |                                      |  |                               |                               |                         |  |         |  |                  |                  |  |
|  |               |  | ещё 6 отделов | ещё 6 отделов       |                                      |  |                               | ещё 16 порядков               | ещё 16 порядков         |  |         |  |                  |                  |  |
|  |               |  |               | ещё 6 отделов       |                                      |  |                               |                               | ещё 16 порядков         |  |         |  |                  |                  |  |

## Практическое значение
Семейство содержит виды съедобных грибов, среди которых один из самых популярных грибов в Восточной Европе — Опёнок осенний (Armillariella mellea), и пользующийся большой популярностью в восточноазиатской кухне Опёнок зимний (Flammulina velutipes). Широко освоены промышленные способы выращивания данных грибов.